# Marc Brustenga
Brustenga i Massague est un nom catalan. Le premier nom de famille, paternel, est Brustenga ; le second, maternel, souvent omis, est Massague ; les deux sont fréquemment liés par la conjonction « i ».
Marc Brustenga Massague (né le 4 septembre 1999 à Santa Eulàlia de Ronçana en Catalogne) est un coureur cycliste espagnol.

## Biographie
En 2016, Marc Brustenga est sélectionné en équipe d'Espagne pour participer à Paris-Roubaix juniors (moins de 19 ans). L'année suivante, il se distingue en remportant le prologue du Tour du Valromey. Il représente par ailleurs l'Espagne aux championnats d'Europe de Herning, où il abandonne. 
En 2018, il décide de rejoindre le Vélo Club La Pomme Marseille en France,. Lors de la saison 2019, il remporte plusieurs courses régionales en Espagne, mais aussi le Tour de l'Agglomération Saint-Avold Synergie, manche de la Coupe de France DN3, et une étape du Tour du Chablais. En 2020, il s'impose en solitaire sur le championnat de Catalogne à Vilanova i la Geltrú. Il est également vainqueur de deux étapes sur les Quatre Jours des As-en-Provence, au sprint.
Après trois années passées en France, il revient en Espagne pour la saison 2021 en intégrant la réserve de l'équipe Caja Rural-Seguros RGA. À 22 ans, il s'illustre en obtenant six victoires et diverses places d'honneur. Il gagne notamment les Boucles de l'Essor en France ou l'Aiztondo Klasika, manche de la Coupe d'Espagne amateurs. Au mois d'aout, on le retrouve au départ du Tour de l'Avenir sous les couleurs de la sélection espagnole. Il représente ensuite son pays aux championnats d'Europe puis aux championnats du monde espoirs. 
Il passe finalement professionnel en 2022 au sein de la formation World Tour Trek-Segafredo. Il commence la compétition au Tour de la Communauté valencienne, où il se classe treizième de la dernière étape.

## Palmarès
- 2016
  - 2e de la Cursa Ciclista del Llobregat
- 2017
  - 1re étape du Tour du Valromey
- 2018
  - Gran Premi Sant Pere
- 2019
  - Gràns Classiques
  - Tour de l'Agglomération Saint-Avold Synergie
  - 1re étape du Tour du Chablais
- 2020
  - Champion de Catalogne sur route (Clàssica Isaac Gálvez)
  - 2e et 3e étapes des Quatre Jours des As-en-Provence
- 2021
  - Champion de Catalogne sur route (Clàssica Isaac Gálvez)
  - Boucles de l'Essor
  - Zumaiako Saria
  - Aiztondo Klasika
  - Grand Prix de la ville de Vigo
  - 1re étape du Tour de Galice (contre-la-montre)
  - 2e de la Clásica Ciudad de Torredonjimeno
  - 2e du San Juan Sari Nagusia
  - 2e de la Coupe d'Espagne amateurs
  - 3e du Mémorial Pascual Momparler